# Miguel La Hera
Miguel La Hera (24 de janeiro de 1985) é um jogador de beisebol cubano.

## Carreira
Miguel La Hera consquistou uma medalha de prata nos Jogos Olímpicos de 2008.